# Station Puurs
Het station Puurs is een station in de gemeente Puurs-Sint-Amands en ligt op de spoorlijnen 52 en 54. Het wordt bedient door NMBS-treinen. Op een boogscheut van dit station, aan de seinhuiskaai in centrum Puurs, ligt een gelijknamige halte van de Stoomtrein Dendermonde-Puurs. Deze halte ligt op het in de jaren '80 buiten dienst genomen deel van spoorlijn 52.

## Geschiedenis
Het station werd op 28 juli 1870 te Puurs samen met het Baanvak Mechelen - Bornem door de maatschappij Mechelen - Terneuzen (MT) op spoorlijn 54 geopend.
Op 22 juli 1880 werd het via spoorlijn 52 met het station Dendermonde en op 8 augustus 1881 op dezelfde lijn met het station Boom verbonden. In 1948 werd het station door de NMBS overgenomen.
In 1980 werd het reizigersverkeer op spoorlijn 52 tussen Boom-Puurs en Puurs-Dendermonde stopgezet. Twee jaar later werd in mei 1982 het gedeelte van lijn 52 tussen Dendermonde en Puurs gesloten. Niet lang daarna werd de wisselverbinding richting Dendermonde uitgebroken. In 1986 werd deze sectie door de Belgische Vrienden van de Stoomlocomotief (BVS) overgenomen om er een toeristische stoomspoorlijn Dendermonde-Puurs te openen. 
Op 15 oktober 2007 brak er in het seinhuis dat in het station gevestigd is, brand uit door een kortsluiting: Bij een poging tot diefstal van koperdraad langsheen de lijn, kwam een aardingskabel in contact met een stroomkabel. De schade was aanzienlijk en het treinverkeer op beide spoorlijnen was enkele dagen verstoord.
Sinds 1 maart 2024 zijn de loketten van dit station enkel in de week geopend tussen 7.15 en 10.30 uur.

## Museumhalte
Nadat de BVS de sectie Dendermonde-Puurs overnam voor museumdoeleinden werd gestart met het aanleggen van een halte. Deze bevond zich ter hoogte van de latere seinhuiskaai in het centrum van Puurs. De uitvoering van de halte was spartaans en het perron bestond uit opgehoogd grind.
Begin jaren '90 werd de seinhuiskaai aangelegd en werd de halte opgewaardeerd. Het perronoppervlak bestaat sindsdien uit klinkers en wordt afgewisseld met groenvoorzieningen zoals bloembakken en aangeplante bomen. Buiten het ritseizoen doet het perron dienst als parking. 

## Galerij

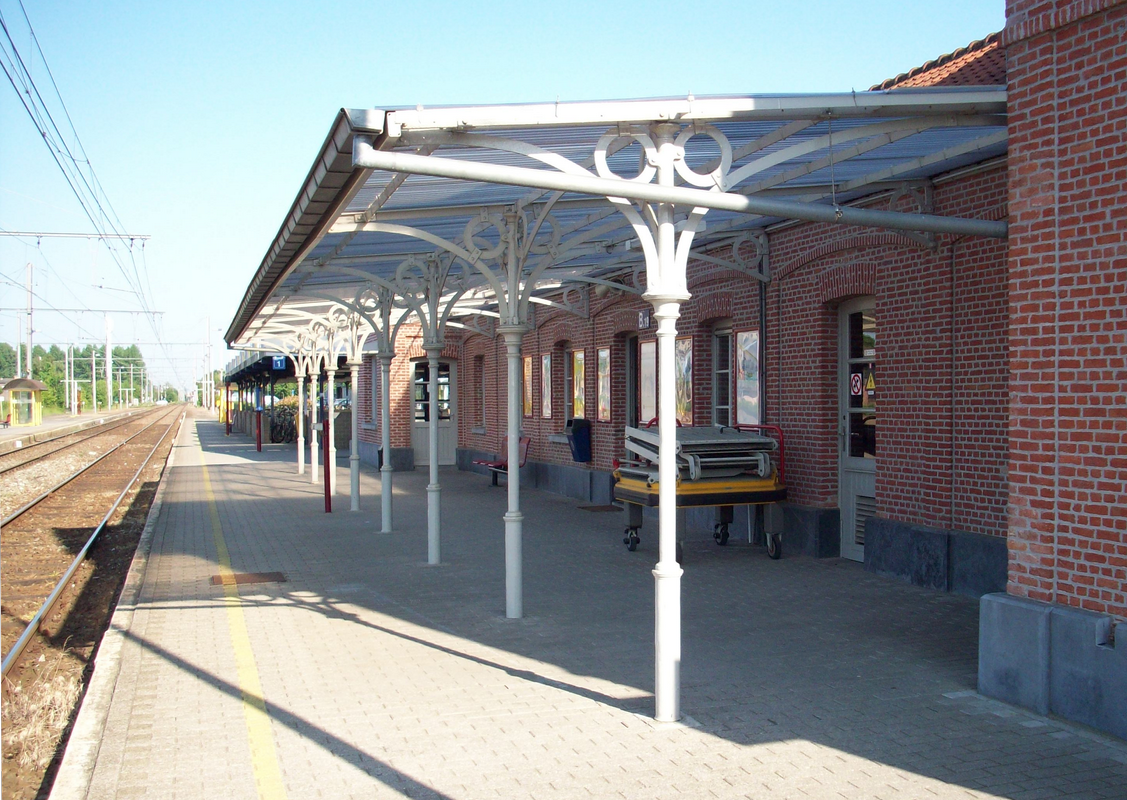
Perronoverkapping
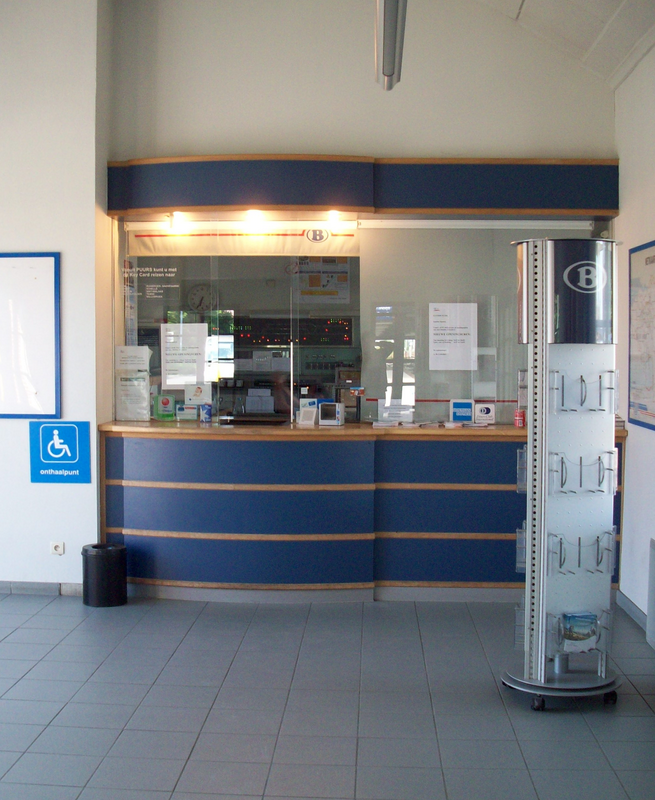
Loket
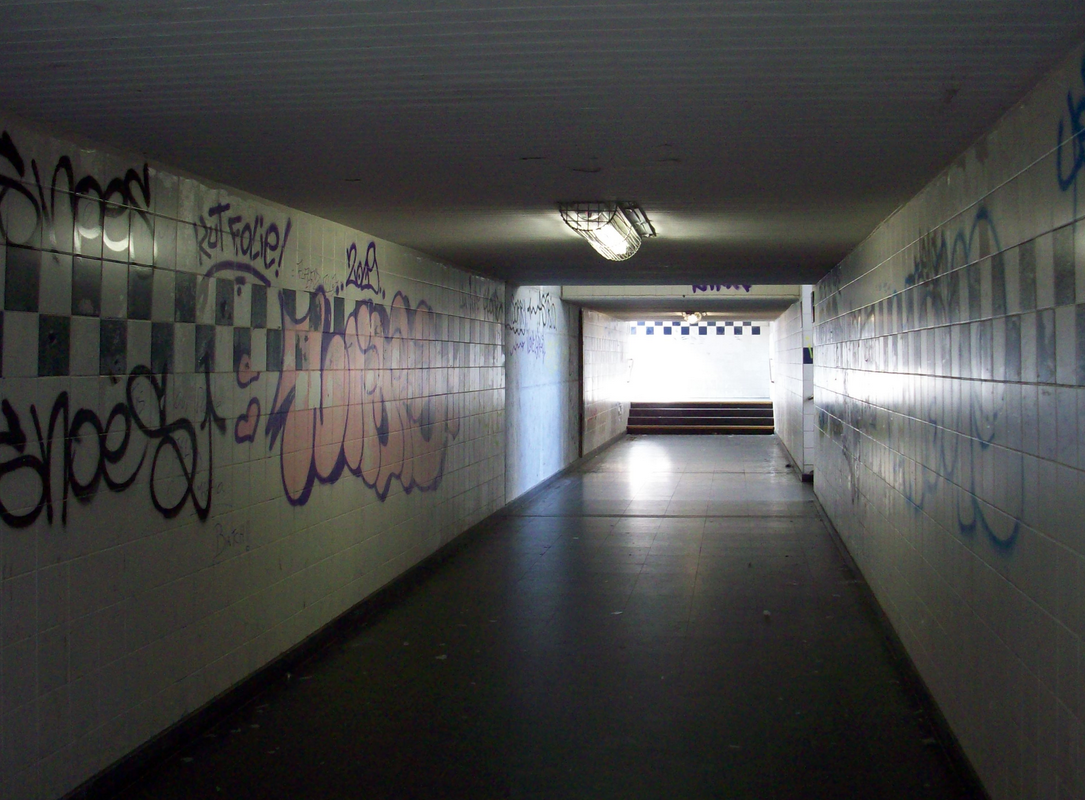
Verbindingsgang onder de sporen
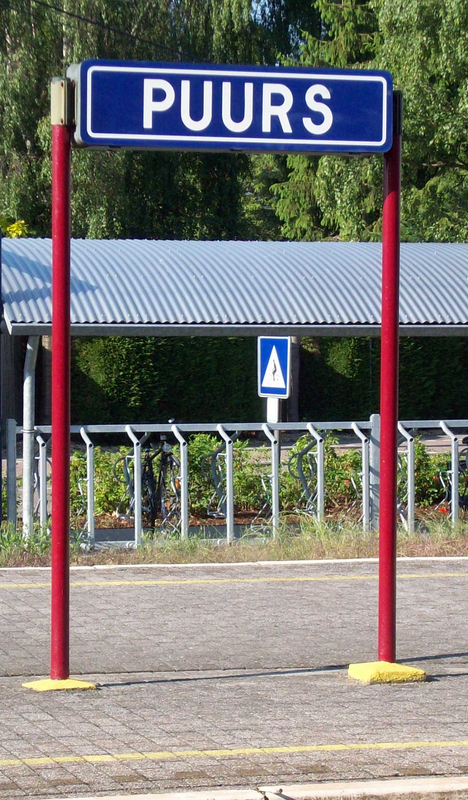
Naambord station Puurs
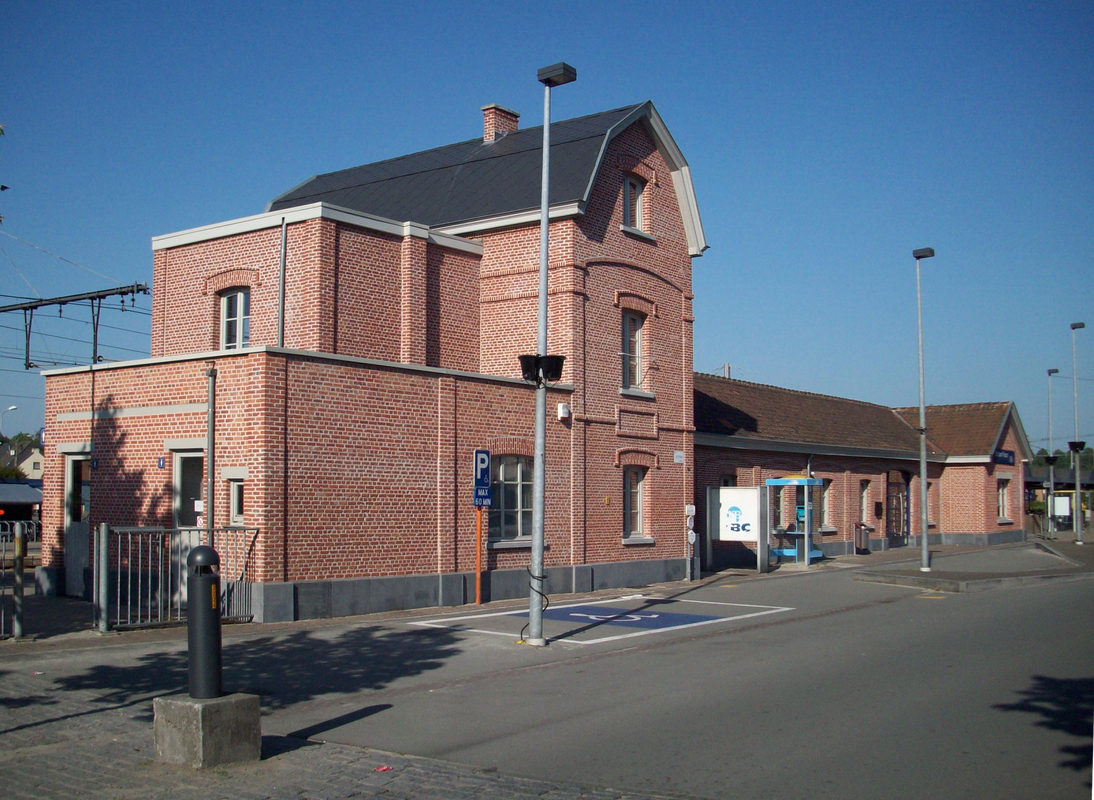
Het stationsgebouw in 2010

## Treindienst
| Serie       | Treinsoort               | Route                                                            | Bijzonderheden                                                               |
| ----------- | ------------------------ | ---------------------------------------------------------------- | ---------------------------------------------------------------------------- |
| L 2750      | L-trein (NMBS)           | Leuven – Mechelen – Puurs – Sint-Niklaas                         | Rijdt in het weekend enkel tussen Mechelen en Sint-Niklaas.                  |
| S 32 2350   | S-trein Antwerpen (NMBS) | Puurs – Antwerpen-Centraal – Essen                               | Rijdt alleen op werkdagen.                                                   |
| S 32 2550   | S-trein Antwerpen (NMBS) | Puurs – Antwerpen-Centraal – Essen – Roosendaal                  |                                                                              |
| P 7090/8090 | Piekuurtrein (NMBS)      | [ Sint-Niklaas – Puurs – ] / [ Dendermonde – ] Mechelen – Leuven | Rijdt alleen op werkdagen. Een trein van Dendermonde naar Gent-Sint-Pieters. |
| P 7390/8390 | Piekuurtrein (NMBS)      | [ Sint-Niklaas – Puurs – ] / [ Dendermonde – ] Mechelen – Leuven | Rijdt alleen op werkdagen.                                                   |

## Reizigerstellingen
De grafiek en tabel geven het gemiddeld aantal instappende reizigers weer op een week-, zater- en zondag.
| Tabel: aantal instappende reizigers station Puurs | Tabel: aantal instappende reizigers station Puurs | Tabel: aantal instappende reizigers station Puurs | Tabel: aantal instappende reizigers station Puurs |
|                                                   | Weekdag                                           | Zaterdag                                          | Zondag                                            |
| ------------------------------------------------- | ------------------------------------------------- | ------------------------------------------------- | ------------------------------------------------- |
| 1977                                              | 1 209                                             | 66                                                | 86                                                |
| 1978                                              | 1 289                                             | 78                                                | 73                                                |
| 1979                                              | 1 139                                             | 103                                               | 97                                                |
| 1980                                              | 680                                               | 103                                               | 121                                               |
| 1981                                              | 717                                               | 96                                                | 119                                               |
| 1982                                              | 653                                               | 88                                                | 76                                                |
| 1983                                              | 453                                               | 75                                                | 107                                               |
| 1984                                              | 611                                               | 96                                                | 64                                                |
| 1985                                              | 586                                               | 154                                               | 125                                               |
| 1986                                              | 595                                               | 109                                               | 126                                               |
| 1987                                              | 560                                               | 141                                               | 119                                               |
| 1988                                              | 561                                               | 137                                               | 149                                               |
| 1989                                              | 583                                               | 145                                               | 136                                               |
| 1990                                              | 600                                               | 168                                               | 151                                               |
| 1991                                              | 567                                               | 169                                               | 152                                               |
| 1992                                              | 533                                               | 159                                               | 143                                               |
| 1993                                              | 538                                               | 161                                               | 172                                               |
| 1994                                              | 605                                               | 173                                               | 132                                               |
| 1995                                              | 612                                               | 170                                               | 156                                               |
| 1996                                              | 604                                               | 184                                               | 202                                               |
| 1997                                              | 666                                               | 201                                               | 170                                               |
| 1998                                              | 1 880                                             | 243                                               | 230                                               |
| 1999                                              | 1 198                                             | 220                                               | 178                                               |
| 2000                                              | 1 147                                             | 179                                               | 176                                               |
| 2001                                              | 1 308                                             | 195                                               | 228                                               |
| 2002                                              | 1 269                                             | 184                                               | 198                                               |
| 2003                                              | 1 296                                             | 236                                               | 193                                               |
| 2004                                              | 1 293                                             | 218                                               | 160                                               |
| 2005                                              | 1 529                                             | 404                                               | 354                                               |
| 2006                                              | 1 563                                             | 305                                               | 340                                               |
| 2007                                              | 1 500                                             | 188                                               | 188                                               |
| 2008                                              | -                                                 | -                                                 | -                                                 |
| 2009                                              | 1 157                                             | 262                                               | 346                                               |
| 2010                                              | -                                                 | -                                                 | -                                                 |
| 2011                                              | -                                                 | -                                                 | -                                                 |
| 2012                                              | 1 228                                             | 718                                               | 746                                               |
| 2013                                              | 1 439                                             | 559                                               | 753                                               |
| 2014                                              | 1 367                                             | 436                                               | 622                                               |
| 2015                                              | 1 200                                             | 246                                               | 225                                               |
| 2016                                              | 1 203                                             | 265                                               | 280                                               |
| 2017                                              | 1 250                                             | 263                                               | 250                                               |
| 2018                                              | 1 508                                             | 613                                               | 573                                               |
| 2019                                              | 1 516                                             | 534                                               | 447                                               |
| 2020                                              | 1 003                                             | 484                                               | 467                                               |
| 2021                                              | -                                                 | -                                                 | -                                                 |
| 2022                                              | 1 527                                             | 578                                               | 705                                               |
| 2023                                              | 1 489                                             | 845                                               | 746                                               |
| 2024                                              | 1 638                                             | 502                                               | 533                                               |

0,0: Dendermonde ·
5,6: Baasrode-Noord ·
9,0: Sint-Amands ·
12,5: Oppuurs ·
15,3: Puurs ·
18,4: Ruisbroek-Sauvegarde ·
21,2: Boom ·
22,0: Boom-Krekelenberg ·
24,7: Niel ·
26,4: Schelle ·
27,6: Hemiksem ·
29,9: Hemiksem-Werkplaatsen ·
31,9: Hoboken-Kapelstraat ·
32,9: Hoboken-Polder ·
37,5: Antwerpen-Zuid
2,0: Leest ·
5,0: Tisselt ·
6,9: Blaasveld ·
8,3: Willebroek ·
10,2: Kalfort ·
13,6: Puurs ·
17,5: Bornem ·
21,0: Temse ·
24,6: Eigenlo ·
29,2: Sint-Niklaas ·
32,7: Sint-Pauwels ·
33,2: Sint-Gillis-Waas ·
35,2: Kalf ·
37,5: De Klinge ·
47,9: Hulst ·
52,8: Kijkuit ·
57,5: Axel ·
63,0: Sluiskil ·
66,7: Terneuzen